# 農業技術大系
農業技術大系（のうぎょうぎじゅつたいけい、）は一般社団法人　農山漁村文化協会が出版する農業技術の百科事典。年1回の追録により、最新情報を提供している。加除式出版のため、書店扱いはせず直販のみ。執筆陣は、国県の農業試験場、大学、実践農家など第一線者。

## シリーズ
- 作物編　全8巻
- 野菜編　全12巻
- 果樹編　全8巻
  - 第1-1巻　カンキツ
  - 第1-2巻　リンゴ
  - 第2巻　ブドウ
  - 第3巻　ナシ・西洋ナシ
  - 第4巻　カキ・ビワ・オウトウ
  - 第5巻　クリ・イチジク・クルミ・キウイ
  - 第6巻　モモ・ウメ・スモモ・アンズ
  - 第7巻　特産果樹
  - 第8巻　共通技術
- 花卉編　全12巻
- 畜産編　全8巻
- 土壌施肥編 全8巻